# Ville impériale de Colmar
1278–1679
(401 ans)
Entités précédentes :
- Landgraviat de Haute-Alsace

Entités suivantes :
- Royaume de France (province d'Alsace)

La ville impériale de Colmar (en allemand : Reichsstadt Colmar, en latin : Colmaria civitas imperialis) est une ancienne cité-État du Saint-Empire romain entre 1278 et 1679.
Vaste domaine agricole depuis l'époque romaine mentionné pour la première fois en 823, Colmar devient une ville au Moyen Âge notamment par la construction d'un premier mur d'enceinte vers 1220, puis d'un second mur en 1232. Ses habitants se dotent progressivement d'institutions sous l’autorité des Hohenstaufen qui siègent sur le trône impérial et possèdent le duché de Souabe et d'Alsace. Pourvue d'un sceau en 1214, la cité est administrée par un conseil de bourgeois dirigé par un prévôt (Schultheiss) à partir de 1219. Celui-ci rend la justice au nom du seigneur qui est le souverain du Saint-Empire,. Guillaume Ier confirme en 1255 les franchises et privilèges que Frédéric II a précédemment accordés à la ville. Le Grand Interrègne provoque un affaiblissement du pouvoir impérial. Le prince-évêque de Strasbourg, Walter de Geroldseck, profite alors de l'instabilité politique pour tenter de s'emparer de Colmar en 1262. Ses troupes sont repoussées par le prévôt Johannes Roesselmann, partisan de Rodolphe de Habsbourg, landgrave de Haute-Alsace et protecteur de la cité.
À la suite de son élection au trône du Saint-Empire en 1273, Rodolphe Ier accorde à Colmar une charte de franchises (Freiheitsbrief) le 29 décembre 1278. Ce texte renforce l’autonomie de la cité. Le statut de « ville d'Empire » est définitivement reconnu à la cité qui dispose ainsi de l'immédiateté impériale avec droit de siéger à la Diète d'Empire : elle n'est désormais plus un bien personnel du souverain mais un état du Saint-Empire à part entière,. Elle intègre le Grand-Bailliage d'Alsace (Reichslandvogtei im Elsass) qui administre les biens impériaux de la région. Les institutions municipales sont définitivement établies au milieu du XIVe siècle avec l'adoption d'une première constitution en 1347, puis une nouvelle loi en 1360. Celle-ci fixe à trente le nombre de membres du conseil : huit sièges reviennent à la noblesse, deux aux familles bourgeoises alliées aux nobles et vingt à la bourgeoisie, dont les représentants des corporations,. Le texte est approuvé par Charles IV le 15 août 1361. À la tête du conseil se trouvent les bourgmestres (Bürgermeister) et les stettmestres (Stettmeister) renouvelés chaque année comme les maîtres des corporations (Zunftmeister). Mentionnés dès 1296 les bourgmestres et stettmestres sont au nombre de quatre, deux nobles et deux bourgeois. Ils élisent annuellement un chef de l’exécutif chargé des affaires militaires et des corporations qui s'avère être le véritable maître de la cité (Obristmeister).
Avec les autres villes impériales de la plaine d'Alsace, Colmar forme en 1354 une alliance connue sous le nom de Décapole qui doit garantir une assistance réciproque entre ses dix membres face aux menaces extérieures. La cité devient un foyer artistique important grâce au talent des peintres qu'elle accueille, notamment Gaspar Isenmann, Martin Schöngauer, auteur de La Vierge au buisson de roses, et Matthias Grünewald qui a réalisé le Retable d'Issenheim. La Réforme protestante est adoptée en 1575 par les autorités municipales avant d'être abolie en 1627, durant la guerre de Trente Ans, puis réintroduite lorsque la cité est prise en 1632 par les troupes du royaume de Suède conduites par Gutaf Horn. Les villes occupées par les Suédois sont confiées aux armées françaises qui y établissent des garnisons. Les ravages du conflit poussent Colmar à se placer sous protectorat du royaume de France en signant le traité de Rueil en 1635. Les traités de Westphalie de 1648 accordent au Roi de France des droits sur la ville impériale et ses alliées. Lors de la guerre de Hollande, les Français s'emparent de la cité et l'occupent à partir de 1673. La ville frappe sa dernière pièce aux armes impériales en 1675 puis cesse de battre monnaie.
Le traité de Nimègue du 5 février 1679 marque la fin de l'indépendance de Colmar qui est rattachée au territoire français,. Les institutions de la ville continuent d'exister sous l'autorité du Roi jusqu'à la Révolution française et la fin de l'Ancien Régime en 1789.